# 兰迪·米勒
兰迪·米勒（英語：Randi Miller，1983年11月3日—），生于加利福尼亚州，美国女子摔跤运动员。她曾代表美国参加2008年夏季奥林匹克运动会摔跤比赛，获得女子自由式63公斤级铜牌。